# Sammy Lee (skoczek do wody)
Samuel Sammy Lee (ur. 1 sierpnia 1920 we Fresno, zm. 2 grudnia 2016 w Newport Beach) – amerykański skoczek do wody. Trzykrotny medalista olimpijski.
Jego rodzice byli Koreańczykami i Sammy Lee jest pierwszym sportowcem azjatyckiego pochodzenia, który zdobył złoty medal olimpijski dla Stanów Zjednoczonych. Także jako pierwszy w historii obronił złoto olimpijskie w skokach z wieży – triumfował w Londynie w 1948 i w Helsinkach w 1952. Ukończył medycynę na University of Southern California, po zakończeniu kariery pracował jako trener. Prowadził m.in. kadrę USA.

## Starty olimpijskie
Londyn 1948
- wieża – złoto
- trampolina – brąz

Helsinki 1952
- wieża – złoto